# José Ángel Crespo
José Ángel Crespo Rincón (* 9. Februar 1987 in Sevilla) ist ein spanischer Fußballspieler, der seit 2022 bei APOEL Nikosia unter Vertrag steht.

## Karriere

### Im Verein

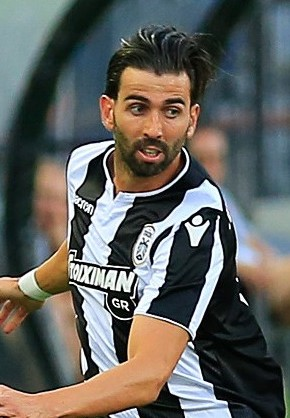
Jose Angel Crespo im PAOK Trikot 2018

Crespo begann seine Karriere in der Jugendmannschaft des FC Sevilla, von wo er zuerst in die B-Mannschaft Sevillas und später in die erste Mannschaft kam. Sein Debüt in der Primera División gab der Verteidiger am 21. Dezember 2005 gegen FC Getafe. Er spielte durch, das Spiel endete jedoch 0:1. In der gleichen Saison debütierte er im UEFA-Pokal. Crespo gab sein Debüt am 14. Dezember 2005 gegen die Bolton Wanderers, abermals spielte er durch.
Im Juli 2010 unterzeichnete Crespo beim italienischen Zweitligisten Calcio Padova. Nach nur einem Jahr bei Padova wechselte er in die Serie A zum FC Bologna, wurde jedoch an Hellas Verona und den FC Córdoba ausgeliehen, wobei Córdoba ihn nach Ablauf der Leihe unter Vertrag nahm. Nach nur einem Monat bei Córdoba verpflichtete Aston Villa aus der Premier League den Stürmer. Über die Ablösesumme wurde nichts bekannt und er unterzeichnete einen Drei-Jahres-Vertrag. Im Sommer 2016 wechselte Crespo nach Thessaloniki und zum PAOK, wo er schnell zum Stammspieler wurde und zwei griechische Pokale gewinnen konnte. Im Jahr 2018 wurde er Vizemeister mit dem Klub. In der Saison 2018/19 wird er mit PAOK griechischer Meister. 2022 wechselte er zu APOEL Nikosia.

### Nationalmannschaft
Crespo war U-21-Nationalspieler seines Heimatlandes Spanien und Ergänzungsspieler bei Sevilla. Er nahm an der Junioren-Fußballweltmeisterschaft 2007 in Kanada teil, wo er mit Spanien im Viertelfinale gegen Tschechien ausschied. Er absolvierte alle Partien der Spanier und erhielt zwei gelbe Karten.

## Erfolge
- Griechischer Pokalsieger: 2017, 2018, 2019, 2021
- Griechischer Meister: 2019